# トゥルネー美術館
トゥルネー美術館（トゥルネーびじゅつかん、フランス語: Musée des Beaux-Arts de Tournai）は、ベルギー・トゥルネーにある美術館。

## 概要
本美術館の基になっているのは、ベルギーの美術収集家Henri Van Cutsemが1905年にトゥルネー市に寄贈したコレクションである。コレクションには、エドゥアール・マネ、クロード・モネ、ジョルジュ・スーラといった19世紀フランスの重要な画家の名作が含まれていた。
ベルギーのアール・ヌーヴォーの建築家ヴィクトール・オルタが、コレクションを収蔵するための建物の設計を始めたが、第一次世界大戦で遅延した。オルタは、当初のアール・ヌーヴォー様式の設計をとりやめ、アール・デコ様式の設計に切り替えた。建物は1928年に開館した。

## 収蔵品

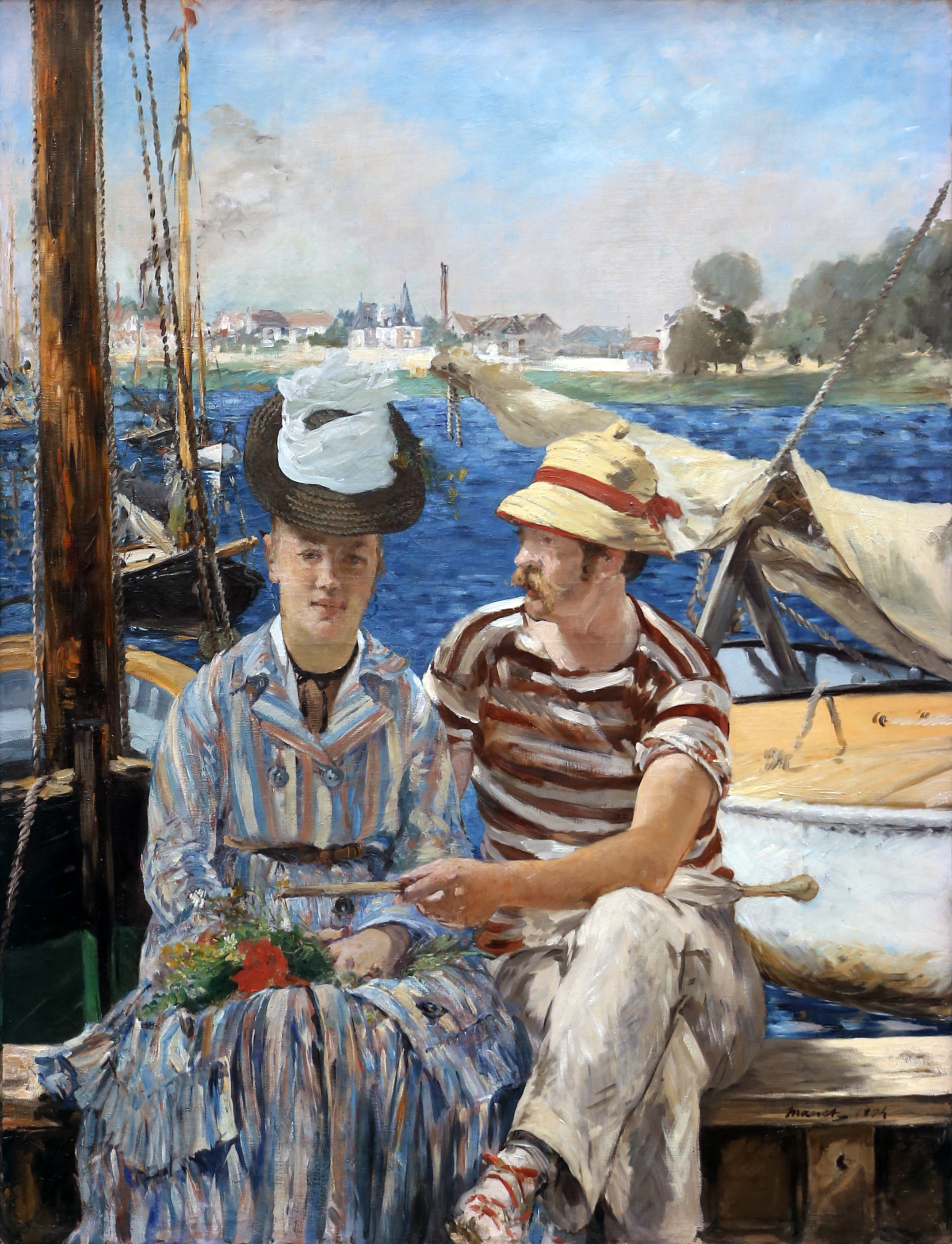
エドゥアール・マネ『アルジャントゥイユ（フランス語版）』1874年。油彩、キャンバス、149 ×115 cm。
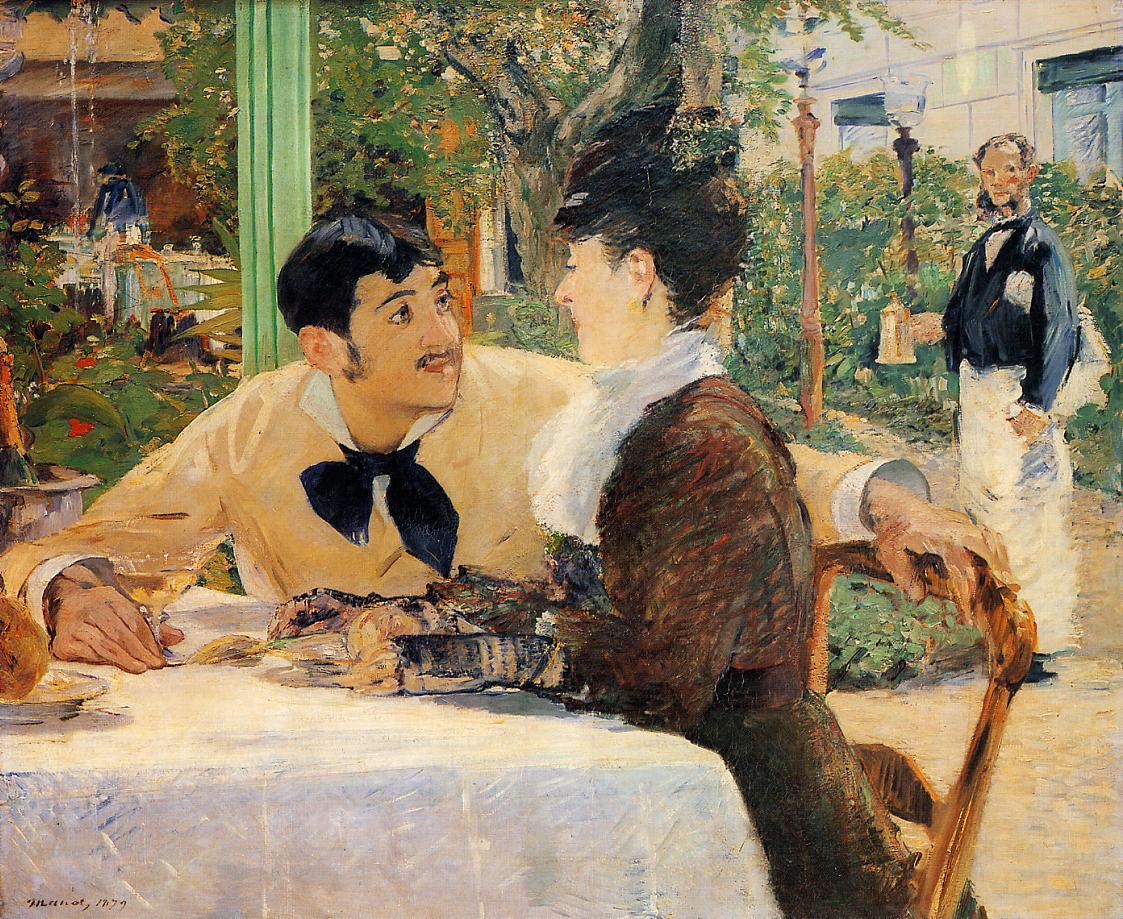
エドゥアール・マネ『ラテュイユ親父の店』1879年。油彩、キャンバス、92 × 112 cm。